# Nierembergia micrantha
Nierembergia micrantha är en potatisväxtart som beskrevs av A.L. Cabrera. Nierembergia micrantha ingår i släktet Nierembergia och familjen potatisväxter. Inga underarter finns listade i Catalogue of Life.